# ابراهیم منصوری
ابراهیم منصوری (۱۲۷۸خ تهران – ۵ دی ۱۳۴۸ تهران) نوازنده سازهای بادی، ویولن و کمانچه، فرزند حسینقلی خان و شاگرد حسین خان اسماعیل زاده بود. وی تصنیف‌های متعددی را از شیدا، عارف و درویش نت‌نگاری کرده و بعضی از آنها را نیز به اجرا درآورده است. منصوری همچون معروفی آثار خود و گذشتگان را ثبت کرده و به علاقه‌مندان ارائه کرده است.
او در باره علت توجهش به موسیقی گفته است: «بقدری در طفولیت الحان و نغمات موسیقی را دوست داشتم که غالباً در راه مدرسه زمانی‌که به نوازندگان دوره گرد که معمولاً میمونی نیز به همراه داشتند بر می‌خوردم به دنبال آن‌ها راه می‌افتادم و بقدری آنها را تعقیب می‌کردم که منزلمان را گم می‌کردم و بسیار اتفاق می‌افتاد که از مدرسه فرار می‌کردم و به دنبال آنها راه می‌افتادم و هرچه پدرم مرا توبیخ و سرزنش می‌نمود نتیجه‌ای نمی‌گرفت.»
سرانجام به اجبار، دوستان پدر او را وادار می‌کنند که ابراهیم را به مدرسه موزیک دارالفنون بفرستد. در مدرسه موزیک به تحصیل خط موسیقی نت پرداخت و نوازندگی ویولن را شروع کرد تا اینکه محمد علی شاه قاجار مجلس شورای ملی را به توپ بست و مدرسه تعطیل گردید. پس از به سلطنت رسیدن احمدشاه مدرسه که یک سال بود تعطیل شده بود دوباره دایر گردید و زیر نظر رئیس اداره موزیک نظام، سالار معزز به ادامه تحصیل مشغول شد. در این هنگام که در دانستن نت پیشرفت کرده بود به تحصیل موسیقی محلی روی آورد و نزد حسین خان اسماعیل زاده به تحصیل کمانچه پرداخت و پس از آن خود یک کلاس آموزش ویولن تأسیس کرد.
وی در سال ۱۳۱۴ وارد و به معلمی و سرود موسیقی در مدارس منصوب گشت.
و در سال ۱۳۱۷ به دریافت مدال درجه اول علمی نایل گردید.
پس از تأسیس رادیو از اولین نوازندگان رادیو بود.
و با ارکستر رادیو همکاری می‌کرد و در اداره رادیو به تعلیم و نوشتن آهنگ‌ها و آموختن آن به خوانندگان اشتغال داشت.
وی از ترکیب چند ردیف مورد تعلیم اساتیدش از جمله ردیف حسین خان اسماعیل زاده ردیفی در چند دفتر تنظیم کرد اکثر تصنیف‌ها و آهنگ‌ها و رنگ‌هایی که ساخت یا دیگران ساخته‌اند به خط موسیقی نوشت.
از وی تصنیف‌ها و ضربی‌های بسیاری مانند مهر جاودانه، پیام عاشقی و... به جای مانده است. وی در تاریخ ۵ دی ۱۳۴۸ درگذشت و در گورستان ظهیرالدوله مدفون شد.